# Tito el Bambino
Efraín David Fines Nevares (Carolina, Puerto Rico; 5 de octubre de 1981), conocido artísticamente como Tito el Bambino, es un cantante y compositor puertorriqueño, considerado como uno de los mayores exponentes en la historia del reguetón. También es conocido por interpretar otros estilos como música latinoamericana, pop latino y rhythm and blues.

## Trayectoria
Comenzó como solista en 1995 con 14 años de edad, participando en The Noise 5 con el tema Cazadores y en DJ Chiclin 3, luego de ello conoció a Héctor el Father con el que hizo el famoso dúo Héctor & Tito desde el 1995 hasta el 2005. El dúo inició su carrera musical en el año 1995 con el nombre de Los Bambinos. En aquella época colaboraron con otros artistas de reguetón, publicaron varios álbumes con los que obtuvieron reconocimiento del público en América y Europa, siendo los primeros en hacer giras en países Europeos. 
En 2006, Tito el Bambino lanzó su primer disco de reguetón como solista llamado Top of the Line que vendió 2 Millones de copias, en el que también participaron otros cantantes como Don Omar, Daddy Yankee entre otros, y escalo al número uno en Puerto Rico. El éxito que tuvo Top of the Line lo llevó a lanzar una segunda edición para 2007 llamada Top of The Line: El Internacional con cinco canciones inéditas que no estaban incluidas en Top of the Line como el hit de reguetón «Siente el boom» y «Flow Natural Remix» en colaboración con Don Omar En este disco incluyó a otros cantantes de reguetón como Jowell & Randy y De la Ghetto y obtuvo un disco de platino.
En 2007, lanzó su segundo álbum titulado It's My Time con colaboraciones de artistas como RKM & Ken-Y, Toby Love logrando éxitos con los temas «En la disco», «El Mambo de las Shorty», «La Busco», entre otros y vendió 1.200.000 millones de copias en todo el mundo y en ese mismo año realizó su primer concierto en el Coliseo de Puerto Rico llamado It's My Time.
En 2009, con su lanzamiento titulado El Patrón, que vendió más de 3 Millones de copias y rompió récord de descargas en 2009, obtuvo otros de sus más grandes éxitos, esta vez titulado «El amor» producida por Luis Berríos Nieves conocido como Nérol El Rey de la Melodía. En 2010 su canción, “El amor” que fue la canción latina más escuchada en 2010, fue galardonado con la canción latina del año por la ASCAP. 
Entre su lista de reconocimientos, Tito el Bambino cuenta con 16 premios Billboard, 7 premios lo nuestro, varios premios juventud, una Antorcha de Oro por su participación en el Festival Viña del Mar 2010 y de esa misma edición una Antorcha y una Gaviota de Plata.
Invencible es el cuarto álbum de Tito el Bambino, producido por Nérol El Rey de la Melodía y Tito "El Bambino". Contiene temas con Wisin & Yandel, Gilberto Santa Rosa, Daddy Yankee, Ana Gabriel y muchos más, este disco se lanzó el 8 de febrero de 2011 con el que consigue un disco de oro. En 2011, recibió los reconocimientos de canción latina del año y el de compositor del año por la ASCAP. El 21 de noviembre de 2011 realizó una reedición del álbum Invencible titulado como Invencible 2012, cuenta con 5 temas nuevos.
En 2012 publicó su quinto álbum de estudio Invicto cuenta con 14 temas y 2 bonus tracks publicados posteriormente, y apariciones especiales de artistas como el cantante Marc Anthony, el artista urbano Yandel, la agrupación cristiana Tercer Cielo y el salsero Tito Nieves; cuenta con los sencillos «Dame la ola», «¿Por qué les mientes?» y «Tu olor».
El 24 de noviembre de 2014, se publicará en iTunes como preventa su sexto álbum de estudio titulado Alta Jerarquía, con múltiples colaboraciones de artistas como Zion & Lennox, Chencho (parte del dúo Plan B), Vico C, Cosculluela, Wisin, entre otros. Después de década en la música el 13 de marzo del 2015 realiza su segundo concierto en el Coliseo de Puerto Rico después de que fuera invitado a las 2 funciones de Coliseo de Cosculluela al All Aggest Concert de Plan B y The Powerful and Love Tour de Wisin.
En 2020, se mantuvo activo en redes sociales realizando transmisiones en sus redes sociales para alentar a las personas a mantener la esperanza en tiempos de confinamiento por la pandemia de COVID-19, compartiendo con personalidades como Marcos Yaroide y Marcos Witt, entre otros. En diciembre del mismo año, publica su séptimo álbum titulado El Muñeco, contando con solo 8 canciones.

## Discografía
Álbumes de estudio
- 2006: Top of the Line
- 2007: It's My Time
- 2009: El Patrón
- 2011: Invencible
- 2012: Invicto
- 2014: Alta jerarquía
- 2020: El muñeco

Reediciones
- 2007: Top of the Line: El internacional

### Sencillos
| Año  | Título                                                                                   | Posición más alta en las listas | Posición más alta en las listas | Posición más alta en las listas | Certificaciones (Umbrales de ventas) | Álbum                           |
| Año  | Título                                                                                   | US LATIN                        | US TROP.                        | US LATIN POP                    | Certificaciones (Umbrales de ventas) | Álbum                           |
| ---- | ---------------------------------------------------------------------------------------- | ------------------------------- | ------------------------------- | ------------------------------- | ------------------------------------ | ------------------------------- |
| 2005 | «Me pidieron acción»                                                                     | 11                              | 10                              | 12                              |                                      | Los Kambumbos: Tierra de nadie  |
| 2005 | «La cazadora»                                                                            | 1                               | 1                               | 5                               |                                      | Los cazadores: Primera búsqueda |
| 2006 | «Caile»                                                                                  | 1                               | 1                               | 1                               |                                      | Top of the Line                 |
| 2006 | «Flow Natural» (Featuring Beenie Man and Deevani)                                        | 1                               | 1                               | 1                               |                                      | Top of the Line                 |
| 2006 | «Mía» (Featuring Daddy Yankee)                                                           | 1                               | 2                               | 5                               |                                      | Top of the Line                 |
| 2006 | «Siente el boom» (Featuring Randy)                                                       | 1                               | 1                               | 1                               |                                      | Chosen Few II: El documental    |
| 2007 | «Solo Dime Que Sí»                                                                       | 1                               | 1                               | 1                               |                                      | It's My Time                    |
| 2007 | «El tra»                                                                                 | 1                               | 2                               | 6                               |                                      | It's My Time                    |
| 2007 | «No quiero soltarte»                                                                     | 34                              | 5                               | 12                              |                                      | It's My Time                    |
| 2007 | «En la disco»                                                                            | 1                               | 1                               | 1                               |                                      | It's My Time                    |
| 2008 | «Vamos pa'l agua»                                                                        | 3                               | 23                              | 23                              |                                      | álbum no solo                   |
| 2009 | «Under»                                                                                  | 1                               | 2                               | 1                               |                                      | El Patrón                       |
| 2009 | «El amor»                                                                                | 1                               | 1                               | 1                               |                                      | El Patrón                       |
| 2009 | «Mi cama huele a ti» (Featuring Zion & Lennox)                                           | 1                               | 1                               | 1                               |                                      | El Patrón                       |
| 2009 | «El amor» (Versión salsa) (Featuring La India)                                           | —                               | —                               | —                               |                                      | álbum no solo                   |
| 2009 | «Feliz Navidad»                                                                          | 1                               | 1                               | 10                              |                                      | El Patrón: La victoria          |
| 2010 | «Te pido perdón»                                                                         | 1                               | 1                               | 4                               |                                      | El Patrón: La victoria          |
| 2010 | «Te comencé a querer»                                                                    | 1                               | 4                               | 34                              |                                      | El Patrón: La victoria          |
| 2010 | «Llueve el amor»                                                                         | 5                               | 1                               | 3                               |                                      | Invencible                      |
| 2011 | «Llama al sol»                                                                           | 1                               | 1                               | 2                               |                                      | Invencible                      |
| 2011 | «Llueve el amor» (Versión salsa) (Featuring Jerry Rivera)                                | —                               | —                               | —                               |                                      | álbum no solo                   |
| 2011 | «Llama al sol» (Versión zumba) (Featuring Daniel Mercury)                                | —                               | —                               | —                               |                                      | álbum no solo                   |
| 2011 | «Llama al sol» (Remix) (Featuring Farruko)                                               | 3                               | 5                               | 9                               |                                      | álbum no solo                   |
| 2011 | «Me toca celebrar»                                                                       | 34                              | —                               | 25                              |                                      | Invencible 2012                 |
| 2012 | «Me voy de la casa»                                                                      | 21                              | 3                               | 26                              |                                      | Invencible 2012                 |
| 2012 | «Me voy de la casa» (Versión salsa) (Featuring Tito Rojas)                               | —                               | —                               | —                               |                                      | álbum no solo                   |
| 2012 | «Dame la ola»                                                                            | 1                               | 1                               | 10                              |                                      | Invicto                         |
| 2012 | «¿Por qué les mientes?» (Featuring Marc Anthony)                                         | 1                               | 1                               | 1                               | - RIAA: Platinum (Latin)             | Invicto                         |
| 2013 | «Tu olor»                                                                                | 1                               | 4                               | 14                              |                                      | Invicto                         |
| 2013 | «Tu olor» (Remix) (Featuring Wisin)                                                      | 1                               | 2                               | 5                               |                                      | Invicto                         |
| 2013 | «Carnaval»                                                                               | 5                               | 1                               | 4                               |                                      | Invicto                         |
| 2013 | «Tu olor» (Versión salsa) (Featuring José Alberto, Domingo Quiñones and Luisito Carrión) | —                               | —                               | —                               |                                      | álbum no solo                   |
| 2013 | «Nací aquí»                                                                              | 41                              | —                               | 38                              |                                      | álbum no solo                   |
| 2014 | «El gran perdedor»                                                                       | —                               | 1                               | 22                              |                                      | álbum no solo                   |
| 2014 | «La calle lo pidió» (Featuring Cosculluela)                                              | 3                               | 5                               | 3                               |                                      | Alta jerarquía                  |
| 2014 | «Controlando»                                                                            | —                               | —                               | —                               |                                      | Alta jerarquía                  |
| 2014 | «A que no te atreves» (Featuring Chencho)                                                | 1                               | 1                               | 1                               |                                      | Alta jerarquía                  |
| 2014 | «Gatilleros» (Featuring Cosculluela)                                                     | —                               | —                               | —                               |                                      | Alta jerarquía                  |
| 2014 | «Adicto a tus redes» (Featuring Nicky Jam)                                               | 1                               | 1                               | 3                               |                                      | Alta jerarquía                  |
| 2015 | «Nena mala» (Featuring Wisin)                                                            | 3                               | 5                               | 3                               |                                      | Alta jerarquía                  |
| 2015 | «Rampapam» (Featuring Zion and Pusho)                                                    | 23                              | 32                              | 17                              |                                      |                                 |
| 2015 | «Conmigo no pueden»                                                                      | —                               | —                               | —                               |                                      | álbum no solo                   |
| 2015 | «Me quedé con las ganas»                                                                 | 1                               | 1                               | 17                              |                                      | Melodías de oro                 |
| 2016 | «Shalala»                                                                                | 38                              | 7                               | 26                              |                                      | álbum no solo                   |

### Colaboraciones
| Año  | Título                                | Otros artista(s) | Álbum                             |
| ---- | ------------------------------------- | --- | --------------------------------- |
| 2005 | «Déjala volar» (Remix)                | Eddie Dee | Mas Flow 2.5                      |
| 2006 | «Mía»                                 | Daddy Yankee | Top of the Line                   |
| 2006 | «Tu cintura»                          | Don Omar | Top of the Line                   |
| 2006 | «Flow natural»                        | Beenie Man and Deevani | Top of the Line                   |
| 2006 | «Siente el boom»                      | Randy | Chosen Few II: El documental      |
| 2007 | «Siente el boom» (Remix)              | Jowell & Randy and De la Ghetto | Top of the Line: El internacional |
| 2007 | «Caile» (Remix)                       | Zion, Daddy Yankee, Julio Voltio and Angel Doze                                                                                             | Top of the Line: El internacional |
| 2007 | «Flow natural» (Remix)                | Beenie Man, Deevani and Don Omar | Top of the Line: El internacional |
| 2007 | «Fans»                                | Rakim & Ken-Y | It's My Time                      |
| 2007 | «Booty»                               | Pharrell Williams | It's My Time                      |
| 2007 | «La busco»                            | Toby Love | It's My Time                      |
| 2007 | «Sol, playa y arena»                  | Jadiel | It's My Time                      |
| 2008 | «En la disco» (Remix)                 | Olga Tañón | Fuego en vivo, Vol. 1             |
| 2009 | «Mi cama huele a ti»                  | Zion & Lennox | El Patrón                         |
| 2009 | «Agárrala»                            | Plan B | El Patrón                         |
| 2010 | «El amor» (Versión salsa)             | La India | El Patrón: La victoria            |
| 2010 | «El amor» (Versión regional mexicana) | Jenni Rivera | El Patrón: La victoria            |
| 2011 | «Máquina del tiempo»                  | Wisin & Yandel | Invencible                        |
| 2011 | «Éramos niños»                        | Gilberto Santa Rosa and Héctor Acosta | Invencible                        |
| 2011 | «Chequea cómo se siente»              | Daddy Yankee | Invencible                        |
| 2011 | «Quiero besarte»                      | J King & Maximan | Invencible                        |
| 2011 | «Basta ya»                            | Noel Schajris | Invencible                        |
| 2011 | «Llueve el amor» (Banda version)      | Banda El Recodo | Invencible                        |
| 2011 | «Dime cómo te va»                     | Emmanuel Fines | Invencible                        |
| 2011 | «Quiere que le muestre»               | Ñengo Flow and Julio Voltio | Invencible 2012                   |
| 2011 | «No está en na'»                      | Farruko | Invencible 2012                   |
| 2012 | «¿Por qué les mientes?»               | Marc Anthony | Invicto                           |
| 2012 | «Me gustas»                           | Yandel | Invicto                           |
| 2012 | «Alzo mi voz»                         | Tercer Cielo | Invicto                           |
| 2012 | «Dame la ola» (Versión salsa)         | Tito Nieves | Invicto                           |
| 2013 | «Tu olor» (Remix)                     | Wisin | Invicto                           |
| 2013 | «Tu olor» (Versión salsa)             | José Alberto, Domingo Quiñones and Luisito Carrión                                                                                          | álbum no solo                     |
| 2014 | «La calle lo pidió»                   | Cosculluela | Alta jerarquía                    |
| 2014 | «A que no te atreves»                 | Chencho | Alta jerarquía                    |
| 2014 | «Gatilleros»                          | Cosculluela | Alta jerarquía                    |
| 2014 | «Como antes»                          | Zion & Lennox | Alta jerarquía                    |
| 2014 | «Adicto a tus redes»                  | Nicky Jam | Alta jerarquía                    |
| 2014 | «Miénteme»                            | Anthony Santos | Alta jerarquía                    |
| 2014 | «Adicta al sexo»                      | Randy | Alta jerarquía                    |
| 2014 | «¿Qué les pasó?»                      | Vico C | Alta jerarquía                    |
| 2014 | «Compromiso»                          | Alexis & Fido | Alta jerarquía                    |
| 2014 | «Ricos y famosos»                     | Wisin and Ñengo Flow | Alta jerarquía                    |
| 2014 | «A que no te atreves» (Remix)         | Chencho, Yandel and Daddy Yankee | Alta jerarquía                    |
| 2014 | «Hay que comer»                       | Andy Montañéz | Alta jerarquía                    |
| 2014 | «Nena mala»                           | Wisin | Alta jerarquía                    |
| 2014 | «Nosotros»                            | Yomo | álbum no solo                     |
| 2015 | «Él está celoso» (Remix)              | Yandel | álbum no solo                     |
| 2015 | «Gatilleros» (Remix)                  | Farruko, Arcángel, Cosculluela, Ñengo Flow, Tempo, Kendo Kaponi, Alexio, El Sica, Almighty, Pusho, J Álvarez, Juanka, Genio and Benny Benni | álbum no solo                     |

### Apariciones en álbumes
| Año                     | Título                             | Otros artista(s)                                                                                       | Álbum                                |
| ----------------------- | ---------------------------------- | --- | ------------------------------------ |
| 2003                    | «A que no te atreves»              | | Gárgolas, Vol. 4: The Best Reggaeton |
| 2004                    | «Te encontraré»                    | | Contra la corriente                  |
| 2004                    | «Duelo»                            | | El que habla con las manos           |
| 2005                    | «Déjala volar»                     | | Más flow 2                           |
| 2006                    | «Frente a él»                      | | Sin control                          |
| 2006                    | «Esta noche»                       | | Más Flow: Los Benjamins              |
| 2006                    | «Siente el boom»                   | Randy                                                                                                  | Chosen Few II: El documental         |
| 2007                    | «Que lloren» (Remix)               | Ivy Queen, Naldo and Arcángel                                                                          | Sentimiento: Platinum Edition        |
| 2007                    | «Maldito amor» (Versión urbana)    | Andy Andy                                                                                              | Tú me haces falta                    |
| 2008                    | «Fever»                            | Lena                                                                                                   | La mala                              |
| 2009                    | «Hasta que salga el sol»           | Jowell & Randy                                                                                         | Tengan paciencia                     |
| 2009                    | «No sé si estás sola»              | Trébol Clan                                                                                            | The Producers                        |
| 2010                    | «Me enteré»                        | Daddy Yankee                                                                                           | Mundial                              |
| 2010                    | «La nena de papi»                  | Plan B                                                                                                 | House of Pleasure                    |
| 2011                    | «Se acabó»                         | Wisin & Yandel                                                                                         | Los vaqueros: El regreso             |
| 2012                    | «Dámelo»                           | | El Imperio Nazza: Gold Edition       |
| 2012                    | «Underground»                      | | A lo under, Vol. 1                   |
| 2013                    | «Solo quiero amor»                 | Limi-T 21                                                                                              | Party & Dance                        |
| 2015                    | «No hay quien la pare»             | J Álvarez                                                                                              | Desde Puerto Rico Live               |
| 2015                    | «Quiero probar»                    | Baby Rasta & Gringo                                                                                    | Los cotizados                        |
| 2015                    | «Los vaqueros»                     | Wisin, Gavilán, Arcángel, Baby Rasta, Cosculluela, Franco El Gorila, J Álvarez, Farruko, Pusho y Jenay | Los vaqueros: La trilogía            |
| 2015                    | «Hace calor»                       | J King & Maximan                                                                                       | Volvieron los rastrilleros           |
| 2015                    | «Casería (sic) de nenotas»         | Clandestino & Yailemm, Plan B, Daddy Yankee, Amaro, Pinto y Pusho                                      | Equilibrium                          |
| álbum no colaboraciones |                                    | |                                      |
| 2010                    | «Se me va la voz» (Versión urbana) | Alejandro Fernández                                                                                    | Álbum no sencillo                    |
| 2012                    | «La pregunta» (Remix)              | J Álvarez y Daddy Yankee                                                                               | Álbum no sencillo                    |
| 2013                    | «Sistema» (Remix)                  | Wisin, Jory, Cosculluela y Eddie Dee                                                                   | Álbum no sencillo                    |
| 2015                    | «Pensando en ti»                   | Kevin Roldán                                                                                           | Álbum no sencillo                    |
| 2015                    | «Bajito» (Remix)                   | Jencarlos Canela y Ky-Mani Marley                                                                      | Álbum no sencillo                    |
| 2015                    | «Dale pa' la calle» (Remix)        | La tribu de Abrante and Elvis Crespo                                                                   | Álbum no sencillo                    |
| 2015                    | «Me enamoré» (Remix)               | Angel & Khriz y Elvis Crespo                                                                           | Álbum no sencillo                    |
| 2015                    | «Esto es normal»                   | Óptimo                                                                                                 | Álbum no sencillo                    |
| 2016                    | «Punto 40» (Remix)                 | Baby Rasta & Gringo, Pusho, Zion, Alexio and Tempo                                                     | Álbum no sencillo                    |
| 2016                    | «Ya me enteré»                     | Egwa and Ozuna                                                                                         | Álbum no sencillo                    |
| 2016                    | «Juguetona» (Remix)                | Yomo, Farruko and Wisin                                                                                | Álbum no sencillo                    |

### Vídeos musicales
| Año                          | Título                           | Otros artista(s)                    | Álbum                             |
| ---------------------------- | -------------------------------- | ----------------------------------- | --------------------------------- |
| 2005                         | «Déjala Volar»                   |                                     | Mas Flow 2                        |
| 2006                         | «Caile»                          |                                     | Top of the Line                   |
| 2006                         | «Flow Natural»                   | Beenie Man and Deevani              | Top of the Line                   |
| 2007                         | «Siente El Boom» (Remix)         | Jowell & Randy and De la Ghetto     | Top of the Line: El Internacional |
| 2007                         | «Enamorado»                      |                                     | Top of the Line: El Internacional |
| 2007                         | «Bailarlo»                       |                                     | Top of the Line: El Internacional |
| 2007                         | «Sol, playa y arena»             | Jadiel                              | It's My Time                      |
| 2008                         | «El tra»                         |                                     | It's My Time                      |
| 2008                         | «En la disco»                    |                                     | It's My Time                      |
| 2008                         | «La busco»                       | Toby Love                           | It's My Time                      |
| 2008                         | «Vamos pa'l agua»                |                                     | álbum no sencillo                 |
| 2009                         | «Under»                          |                                     | El Patrón                         |
| 2009                         | «El amor»                        |                                     | El Patrón                         |
| 2009                         | «Te comencé a querer»            |                                     | El Patrón                         |
| 2010                         | «Feliz Navidad»                  |                                     | El Patrón: La Victoria            |
| 2010                         | «Te pido perdón»                 |                                     | El Patrón: La Victoria            |
| 2010                         | «Te pido perdón» (Versión banda) | Banda El Recodo                     | Las Número Uno                    |
| 2011                         | «Llama al sol»                   |                                     | Invencible                        |
| 2011                         | «Me voy de la casa»              |                                     | Invencible 2012                   |
| 2012                         | «Dame La ola»                    |                                     | Invicto                           |
| 2012                         | «¿Por qué les mientes?»          | Marc Anthony                        | Invicto                           |
| 2013                         | «Carnaval»                       |                                     | Invicto                           |
| 2014                         | «A que no te atreves»            | Chencho                             | Alta jerarquía                    |
| 2014                         | «Controlando»                    |                                     | Alta jerarquía                    |
| 2014                         | «Adicto a tus redes»             | Nicky Jam                           | Alta jerarquía                    |
| 2015                         | «Me quedé con las ganas»         |                                     | Melodías de oro                   |
| Como artista invitado        |                                  |                                     |                                   |
| 2015                         | «Bajito» (Remix)                 | Jencarlos Canela and Ky-Mani Marley | álbum no-sencillo                 |
| Cameo aparición sin realizar |                                  |                                     |                                   |
| 2007                         | «Sensación del bloque»           | De la Ghetto and Randy              | álbum no sencillo                 |
| 2015                         | «Palabras con sentido»           | Daddy Yankee                        | álbum no sencillo                 |

## Filmografía
- 2006: La última noche
- 2018: Héctor el Father: Conocerás la verdad

## Banda sonora
- 2010: Salvador de mujeres, con su tema "El amor" (Venevisión)
- 2013: Eva Luna, con su tema "Llueve el amor" (Antena 3, Nova, MundoFOX)

## Premios y Nominaciones
Premios Lo Nuestro
| Año  | Categoría                            | Nominación                                  | Resultado |
| ---- | ------------------------------------ | ------------------------------------------- | --------- |
| 2007 | Artista Urbano del Año               | Él Mismo                                    | Nominado  |
| 2007 | Canción Urbano del Año               | "Caile"                                     | Nominado  |
| 2007 | Álbum Urbano del Año                 | Top of the Line                             | Nominado  |
| 2008 | Canción Urbano del Año               | "Siente El Boom" (feat. Randy)              | Nominado  |
| 2010 | Artista Urbano del Año               | Él Mismo                                    | Nominado  |
| 2010 | Canción Urbano del Año               | "El Amor"                                   | Ganador   |
| 2010 | Álbum Urbano del Año                 | El Patrón                                   | Nominado  |
| 2011 | Artista Masculino Tropical del Año   | Él Mismo                                    | Nominado  |
| 2011 | Canción Tropical del Año             | "Te Comencé a Querer"                       | Nominado  |
| 2012 | Artista Premio Lo Nuestro del Año    | Él Mismo                                    | Nominado  |
| 2012 | Artista Masculino Tropical del Año   | Él Mismo                                    | Nominado  |
| 2012 | Artista Tradicional Tropical del Año | Él Mismo                                    | Nominado  |
| 2012 | Canción Tropical del Año             | "Llama el Sol"                              | Nominado  |
| 2012 | Canción Tropical del Año             | "Llueve el Amor"                            | Nominado  |
| 2012 | Álbum Tropical del Año               | Invencible                                  | Ganador   |
| 2013 | Artista Masculino Tropical del Año   | Él Mismo                                    | Nominado  |
| 2013 | Artista Tradicional Tropical del Año | Él Mismo                                    | Nominado  |
| 2014 | Artista Urbano del Año               | Él Mismo                                    | Nominado  |
| 2014 | Álbum Urbano del Año                 | Invicto                                     | Ganador   |
| 2014 | Colaboración del Año                 | "¿Por Qué les Mientes" (feat. Marc Anthony) | Ganador   |
| 2014 | Canción Tropical del Año             | "¿Por Qué les Mientes" (feat. Marc Anthony) | Nominado  |
| 2016 | Álbum Urbano del Año                 | Alta Jerarquía                              | Nominado  |

Latin Billboard Music Awards:
| Año  | Categoría                                            | Nominación                     | Resultado |
| ---- | ---------------------------------------------------- | ------------------------------ | --------- |
| 2007 | Canción Reggaetón del Año                            | "Caile"                        | Nominado  |
| 2008 | Hot Latin Songs del Año, Vocal Dueto o Colaboración  | "Siente El Boom" (feat. Randy) | Nominado  |
| 2010 | Hot Latin Songs del Año, Artista Masculino del Año   | Él Mismo                       | Ganador   |
| 2010 | Tropical Airplay, Artista Masculino del Año          | Él Mismo                       | Ganador   |
| 2010 | Latin Rhythm Airplay, Artista Masculino del Año Solo | Él Mismo                       | Ganador   |
| 2010 | Latin Rhythm Albums, Artista del Año Solo            | Él Mismo                       | Ganador   |
| 2010 | Producer of the Year                                 | Él Mismo                       | Nominado  |
| 2010 | Hot Latin Songs del Año                              | "El Amor"                      | Ganador   |
| 2010 | Latin Rhythm Airplay Song del Año                    | "El Amor"                      | Ganador   |
| 2010 | Latin Digital Download del Año                       | "El Amor"                      | Ganador   |
| 2010 | Latin Pop Canción del Año                            | "El Amor"                      | Nominado  |
| 2010 | Top Latin Album del Año                              | El Patrón                      | Nominado  |
| 2010 | Latin Rhythm Album del Año                           | El Patrón                      | Nominado  |
| 2011 | Tropical Airplay Artista del Año, Solo               | Él Mismo                       | Nominado  |
| 2011 | Latin Rhythm Airplay Artista del Año, Solo           | Él Mismo                       | Nominado  |
| 2011 | Latin Rhythm Albums Artista del Año, Solo            | Él Mismo                       | Nominado  |
| 2011 | Latin Rhythm Airplay Canción del Año                 | "Te Pido Perdón"               | Nominado  |
| 2014 | Tropical Songs Artista del Año, Solo                 | Él Mismo                       | Nominado  |